# Strand-Wolfsmilch
Die Strand-Wolfsmilch oder Dünen-Wolfsmilch (Euphorbia paralias) ist eine Pflanzenart aus der Gattung Wolfsmilch (Euphorbia) in der Familie der Wolfsmilchgewächse (Euphorbiaceae). Die deutschen Trivialnamen weisen auf die Besonderheit der Art hin, immer in der Nähe eines Strandes und dort meist auf Dünen zu wachsen.

## Beschreibung

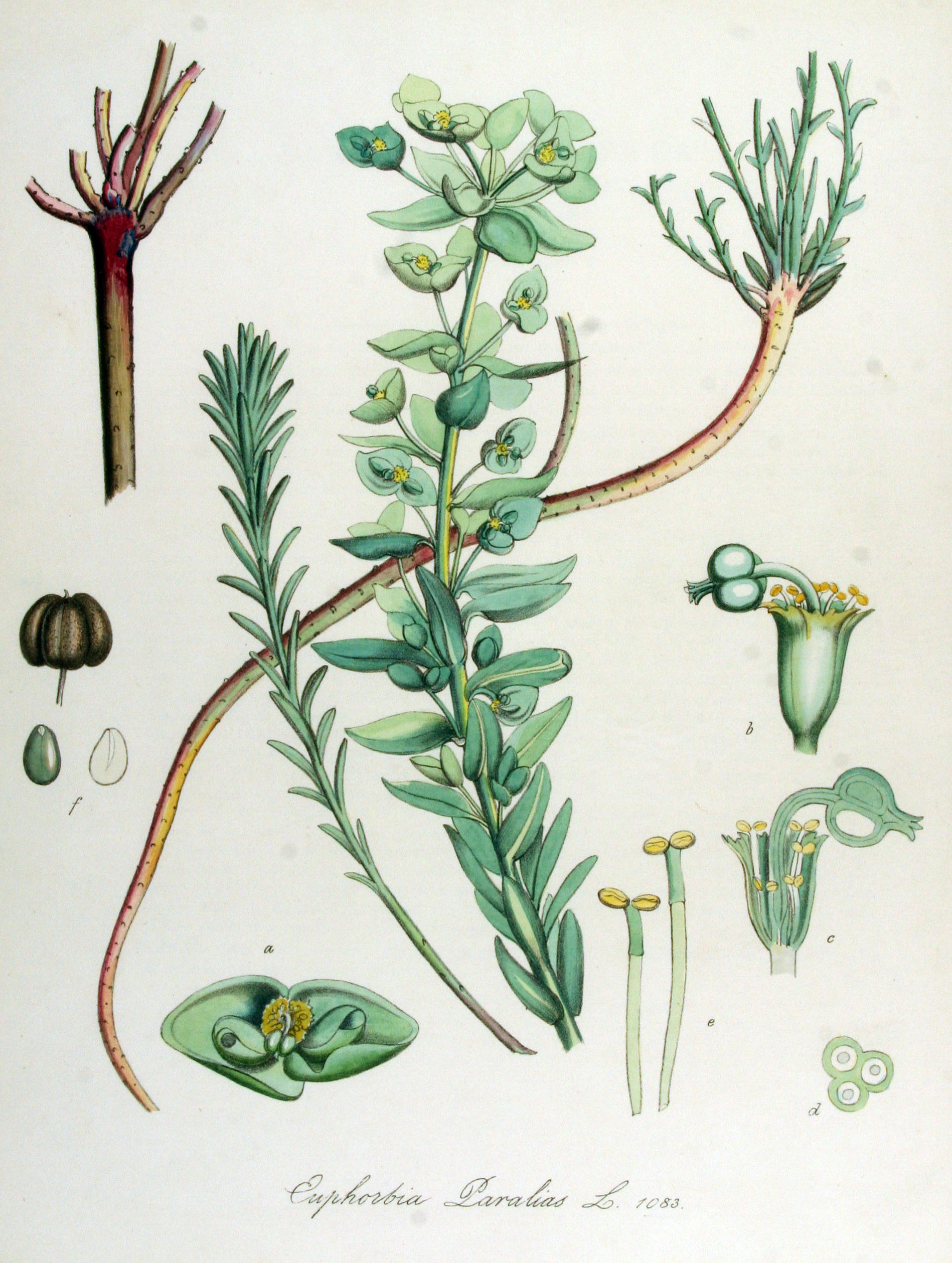
Illustration aus Flora Batava, Volume 14

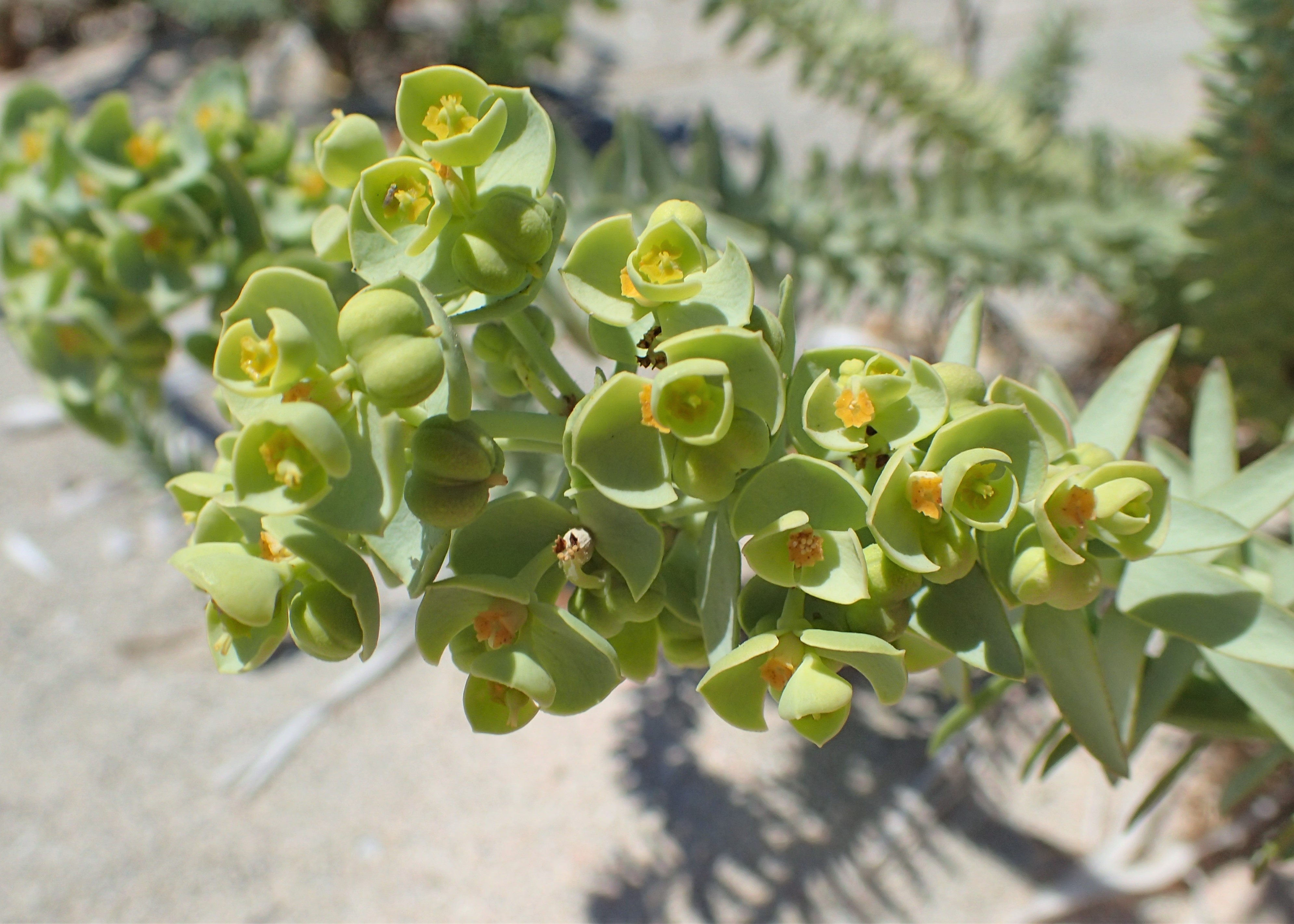
Blütenstand

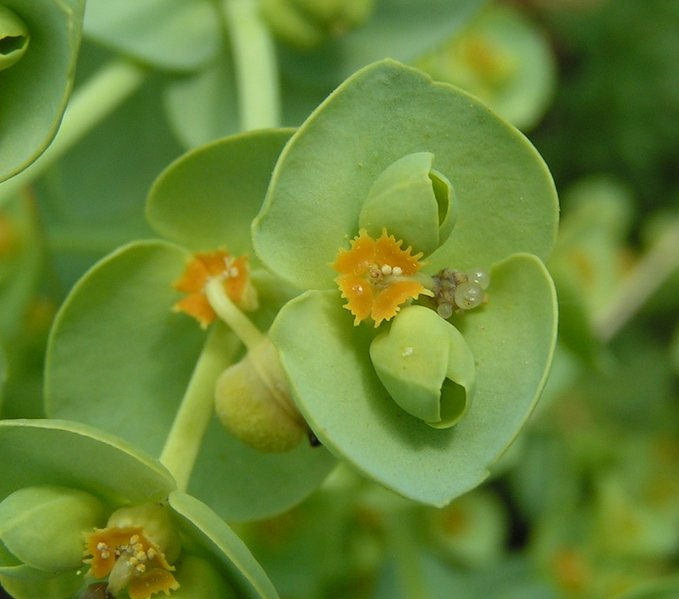
Ausschnitt eines Blütenstandes im Detail

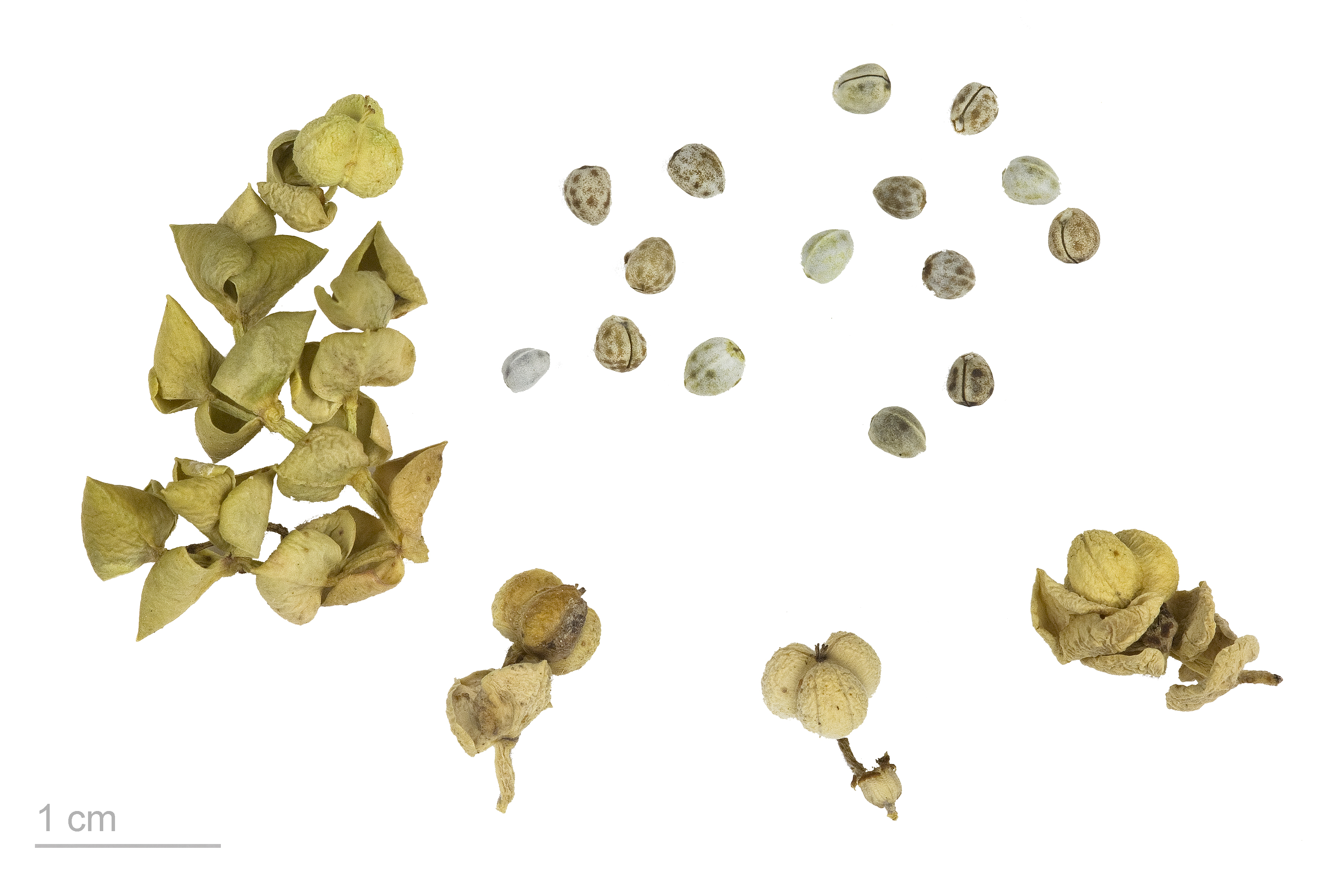
Früchte und Samen

### Vegetative Merkmale
Die Strand-Wolfsmilch ist eine ausdauernde krautige Pflanze und erreicht Wuchshöhen von 20 bis 70 Zentimetern. Über ihrer dünnen, bis 1 Meter langen Pfahlwurzel verzweigt sie stark aus ihrer Basis. Die anfangs grünen und etwas fleischigen Zweige färben sich mit der Zeit rötlich und verholzen. Der Stängel ist oft aufrecht, kann aber auch niederliegend mit aufstrebenden oberen Enden sein. Er ist auffallend dicht und gleichmäßig beblättert.
Die zahlreichen, aufrecht stehenden und sich oft dachziegelartig überlappenden, blaugrünen Laubblätter sind basisnah bei einer Länge von 10 bis 30 Millimetern sowie einer Breite von 1 bis 6 Millimetern länglich-elliptisch, weiter oben kürzer und eiförmig.

### Generative Merkmale
Die Blütezeit reicht je nach Standort von Mai bis September. Die Blütenstände erscheinen endständig und seitenständig aus den obersten Blattachseln als kurze, drei- bis sechsstrahlige Trugdolden. Ihre paarigen Hochblätter sind hellgrün und oval bis nierenförmig. Die Nektardrüsen der Cyathien sind gelb bis orangefarben, oval bis nierenförmig, außen mit unregelmäßigem Rand und zwei Hörnern. 
Die dreikammerigen Kapselfrüchte haben einen Durchmesser von 4 bis 6 Millimetern und eine kahle, deutlich feinkörnige, runzlige Oberfläche. Die Samen sind eiförmig, glatt und tragen ein Anhängsel (Caruncula).

### Chromosomenzahl
Die Chromosomenzahl beträgt 2n = 16, seltener 22.

## Verwechslungsmöglichkeit
In Gestalt sehr ähnlich ist Euphorbia paralias die im Mittelmeerraum vorkommende Euphorbia pithyusa L. Diese ist jedoch kleiner und weniger stark verzweigt, hat glatte Früchte und kommt nicht in direkter Strandnähe vor.

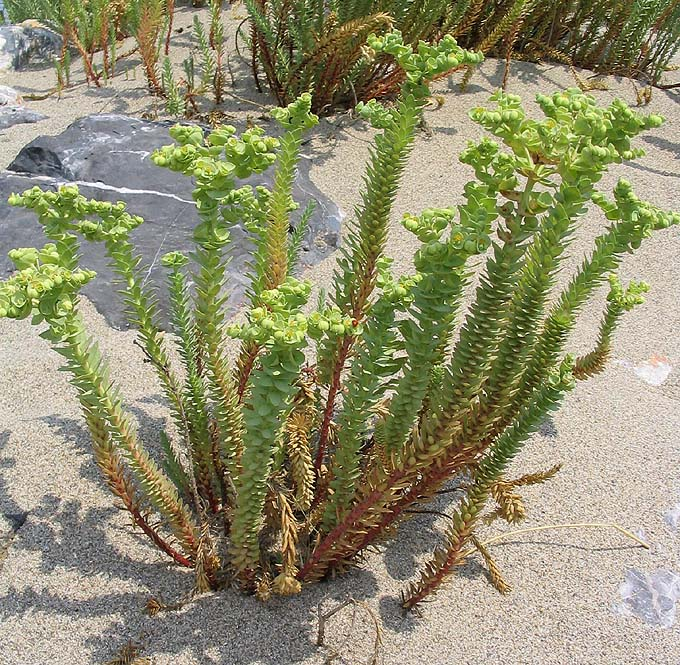
Habitus mit Laubblättern und Blütenständen an typischem Standort

## Ökologie
Da die Samen durch ihren Fettgehalt von etwa 40 % schwimmfähig und für längere Zeit meerwasserbeständig sind, ist neben der Ausbreitung durch Insekten (meist Ameisen) auch die Ausbreitung über das Meer möglich.

## Vorkommen
Das Hauptverbreitungsgebiet der Strand-Wolfsmilch liegt im Mittelmeerraum. Östlich reicht das Verbreitungsgebiet bis zum Schwarzen Meer, westlich an der Atlantikküste von Marokko über Frankreich, Belgien und der Niederlande bis zu den Britischen Inseln. In Deutschland wurde die Art unbeständig in Hessen und Schleswig-Holstein beobachtet.
Als salzliebende Pflanze (Halophyt) ist sie immer in Küstennähe zu finden. Bevorzugte Standorte sind kleinere Dünen. Teils dringt sie auch in glatte Sandflächen im Hinterland oder direkt am Strand, teils auch in Kiesflächen vor. 

## Taxonomie
Die Erstveröffentlichung von Euphorbia paralias erfolgte 1753 durch Carl von Linné in Species Plantarum, 1. Auflage, Band 1, Seite 458.